# Graffiti (PDA)

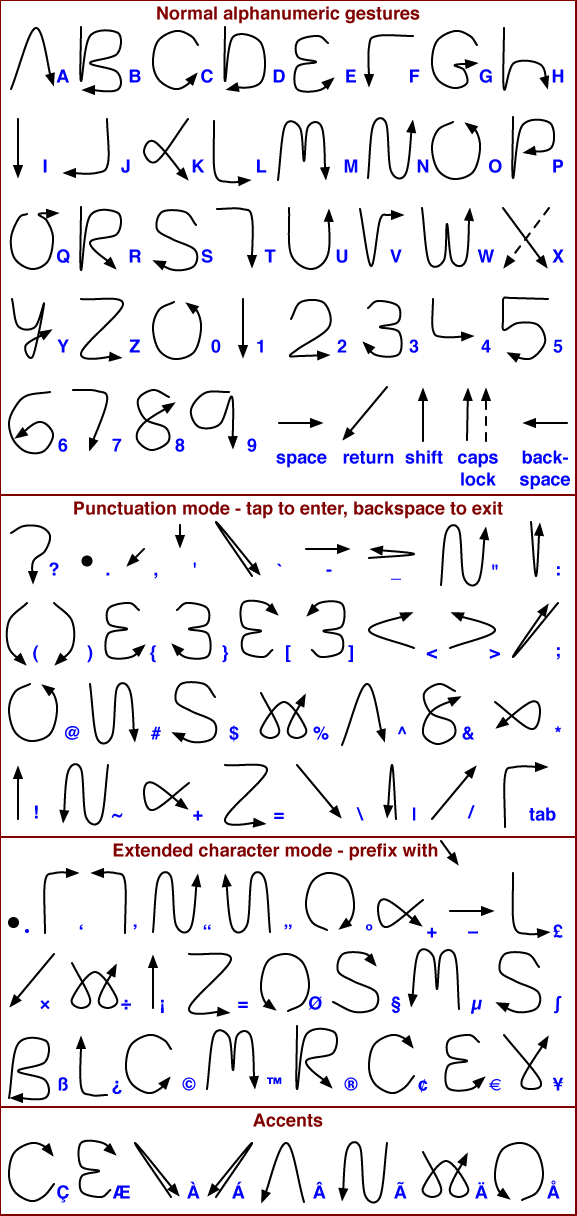
Zbiór gestów graffiti wraz z odowiadającymi im literami, cyframi i znakami

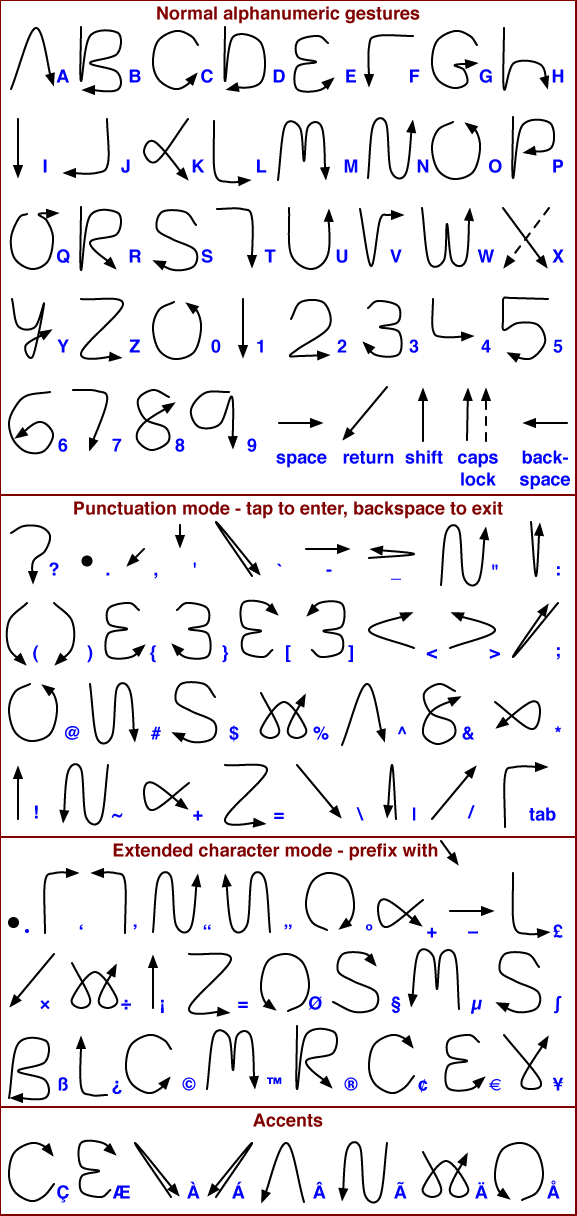
Zbiór gestów Graffiti wraz z odpowiadającymi im literami, cyframi i znakami

Graffiti – rodzaj znaków pisma odręcznego rozpoznawanych przez urządzenia z systemem Palm OS. Graffiti zostało pierwotnie opracowane przez firmę Palm, Inc. na urządzenia działającymi pod kontrolą systemu operacyjnego Magic Cap czy PC/GEOS, takie jak OmniGo 100 czy 120. Był on również dostępny na platformy takie jak Apple Newton, którego wersja NewtonOS 1.0 miała dość zawodne rozpoznawanie pisma odręcznego. Po raz pierwszy system Graffiti pojawił się w 1994 roku jako program do palmtopa Casio Zoomer. Graffiti znajduje się także na Windows Mobile, gdzie nazywa się „Block Recognizer”, oraz na Symbianie UIQ jako domyślny program do wprowadzania tekstu.
Oprogramowanie opiera się głównie na neografii wielkich liter, które mogą być rysowane na ślepo za pomocą rysika na panelu dotykowym.  Ponieważ użytkownik zazwyczaj nie widzi znaku w trakcie jego rysowania, złożoność czterech najtrudniejszych liter została wyeliminowana. „A”, „F”, „K” i „T” są rysowane bez potrzeby dopasowywania pociągnięć poprzecznych.
Niektóre litery mogą być rysowane z innymi pociągnięciami niż te „oficjalne”. Dwa przykłady takich alternatywnych pociągnięć to litery „V” (rysowane tak samo tylko od prawej do lewej) i „X” (rysowane tak samo jak litera „K” z wyjątkiem odwrócenia od prawej do lewej). Te alternatywne kreski są często rozpoznawane z większą wiarygodnością.
Istnieje także wersja druga, nazywana także Graffiti 2, która jest bardziej zbliżona do liter pisma odręcznego, pojawiając się w 2003 roku na skutek pozwu sądowego złożony ze strony firmy Xerox.

## Historia
Graffiti zostało opracowane przez Jeffa Hawkinsa, który wcześniej stworzył „PalmPrint” (system rozpoznawania znaków używany w Casio Zoomer) do rozpoznawania naturalnego pisma ręcznego. Używając prostszego alfabetu, komputery mogły z łatwością rozpoznawać pismo odręczne.  Hawkins wierzył, że ludzie poświęcą czas na naukę Graffiti, tak jak uczą się pisać na maszynie dotykowej. Hawkins wspomina swoje spostrzeżenie: „I wtedy dotarło do mnie to w mgnieniu oka. Pisanie na klawiaturze dotykowej to umiejętność, której można się nauczyć”.
Hawkins przewidział również jeden obszar do pisania listów jeden na drugim. Inne komputery piórkowe używały tradycyjnego pisania od lewej do prawej. Wadą tego rozwiązania jest to, że użytkownikom po kilku słowach zaczyna brakować miejsca na ekranie. Graffiti wykorzystywało inne podejście. Zamiast pisać litery w normalny sposób, użytkownicy pisali jedną literę na drugiej, podnosząc pióro pomiędzy nimi. Oznaczało to, że każda litera musiała być jednym ciągłym pociągnięciem – tak więc, na przykład, niemożliwe byłoby postawienie kropki na „i” – ale ułatwiało to komputerowi po prostu rozpoznawanie liter w kolejności, w jakiej zostały napisane, z dodanymi glifami dla takich rzeczy jak spacje i wielkie litery.
Hawkins nazwał ten system „PowerPalmPrint” lub P3. Inni inżynierowie w Palm poprawiali i rozszerzali alfabet, który stworzył Hawkins. Joe Sipher i Ron Marianetti stworzyli więcej znaków i interpunkcji, a także zaprojektowali prototyp Graffiti, który działał na komputerze PC z peryferyjnym tabletem.

## Wersje dla systemów innych niż Palm OS
Graffiti zostało również zaimplementowane w Apple Newton.  W 2008 roku pojawiła się nieautoryzowana wersja Graffiti dla urządzeń z systemem iOS (iPhone i iPad). Wersja na Androida została wydana w 2010 roku przez firmę ACCESS CO., LTD. z Japonii, która nabyła prawa do Graffiti po przejęciu PalmSource, Inc. w 2005 roku. Najnowsza wersja została wydana w 2016 roku i działa dobrze w najnowszych wersjach Androida i najnowszym sprzęcie.

## Pozew sądowy
Oryginalny system Graffiti był przedmiotem pozwu sądowego ze strony firmy Xerox, która twierdziła, że narusza on patent Xeroxa dotyczący technologii Unistrokes. (U.S. Patent 5 596 656, przyznany w 1997 r.). Technologia Unistrokes została wynaleziona w Palo Alto Research Center (PARC) przez Davida Goldberga w 1993 roku. Palm otrzymał demonstrację Unistrokes od PARC, zanim stworzyli swój system Graffiti. Podczas pierwotnej sprawy, sąd orzekł, że Palm naruszył patent Xeroxa i nakazał im zaprzestanie używania oryginalnego systemu Graffiti w dalszych wersjach oprogramowania Palm OS, co Palm uczynił. Zastąpiła ona oryginalny system Graffiti licencjonowanym wariantem systemu Jot od Communication Intelligence Corporation, który Palm określa jako Graffiti 2.  Różni się on od oryginalnego systemu Graffiti na wiele sposobów, choć rozpoznaje niektóre z oryginalnych naciśnięć klawiszy (z wyjątkiem metody wprowadzania znaków interpunkcyjnych oraz „i”, „k”, „q”, „t” i „4”).
Palm później odwołał się od pierwotnego orzeczenia sądu zarówno w sprawie twierdzenia, że naruszył patent Xeroxa, jak i w sprawie ważności patentu w ogóle. Sąd apelacyjny orzekł na korzyść Xeroxa w odniesieniu do pierwotnego orzeczenia, że Palm naruszył patent Xeroxa, ale wysłał sprawę z powrotem do sądu niższej instancji, aby ten zadecydował, czy patent był ważny na samym początku. W 2004 roku sędzia orzekł na korzyść Palm w sprawie przeglądu patentowego, mówiąc, że patent Xeroxa nie był ważny na podstawie tego, że „wcześniejsze referencje antycypują i czynią oczywistym roszczenie”. Xerox odwołał się od tego orzeczenia. Xerox uzyskał również od Palm zapłatę 22,5 miliona dolarów za wsteczne opłaty licencyjne. Palm i Xerox zgodziły się nie pozywać się wzajemnie przez siedem lat w związku z pewnymi patentami, bez publicznego określania, o które patenty chodzi.